# 국수천
국수천(菊秀川)은 울산광역시 울주군 두동면에서 발원하여 대체로 남류하다가 울산광역시 울주군 범서읍의 태화강으로 흘러드는 강이다.